# Paulien Cornelisse
Paulien Cornelisse (Amsterdam, 24 februari 1976) is een Nederlandse schrijfster, cabaretière, podcastmaakster, columniste en televisiepresentator.

## Biografie
Paulien Cornelisse werd in 1976 geboren in Amsterdam. Ze groeide aanvankelijk op in een grachtenpandwoning op de Herengracht ter hoogte van de Gouden Bocht, maar haar familie verhuisde in 1983 naar de Albrecht Dürerstraat in Oud-Zuid. Ze doorliep eerst de Openbare (OBS) Nicolaas Maes Basisschool. Daarna volgde tussen 1988 en 1994 het Barlaeus Gymnasium. Vervolgens studeerde ze een jaar op de Brandeis-universiteit in Waltham bij Boston.  Van 1995 tot 2000 studeerde ze psychologie aan de Universiteit van Amsterdam.  In het jaar 1998–1999 studeerde ze aan de universiteit van Hiroshima.

### Cabaret en theater
Van 1999 tot 2003 vormde ze samen met Irene van der Aart het cabaretduo Rots.  Tussen 2001 en 2004 speelde ze bij Comedytrain.  Het jaar erop begon ze solo op te treden als cabaretière, en in 2007 deed ze mee aan het Leids Cabaret Festival, waar ze tweede werd. In 2008 ging haar eerste volledige voorstelling Dagbraken in première, waarvoor ze in 2010 de cabaretprijs Neerlands Hoop kreeg. Hallo Aarde was haar tweede avondvullende voorstelling. Hierin hield ze zich onder andere bezig met het observeren en analyseren van het vaak opmerkelijke gedrag en taalgebruik van de mens en van zichzelf. Eind oktober 2013 ging haar derde voorstelling Maar ondertussen in première waarmee ze door Nederland en België toerde.
Samen met Chris Bajema heeft ze enkele gelegenheidsvoorstellingen gemaakt, waaronder View-o-rama en Live vanuit de Stoek, die ze speelden op festivals als Oerol en De Parade. In 2009 speelde ze met Janne Schra op Oerol de voorstelling Een hoorspel om te zien.

### Geschreven taal
In 2000 begon Cornelisse als schrijvend journalist en vanaf 2007 ook als columnist. Tussen 2008 en 2018 verscheen wekelijks een column van haar in nrc.next en in NRC Handelsblad.  Vanaf augustus 2018 schrijft ze beurtelings met Sander Donkers een column op de voorpagina van de Volkskrant. Maandelijks schrijft ze een dialoog voor het tijdschrift JAN. Daarnaast schrijft ze artikelen voor kranten en tijdschriften.
In 2009 publiceerde ze het boek Taal is zeg maar echt mijn ding waarin ze het dagelijkse moderne taalgebruik observeert en becommentarieert. Het boek werd een bestseller (platina) en werd in 2018 verfilmd onder dezelfde naam. Deze film werd in oktober 2018 in Los Angeles tijdens het Glendale International Filmfestival bekroond met vier prijzen in de categorieën Beste film, Beste film door een vrouw gemaakt, Best hoofdrolspeelster door Fockeline Ouwerkerk en Beste regisseur door Barbara Bredero.
In 2012 verscheen het vervolgboek onder de naam En dan nog iets. In de jaren die volgden schreef Cornelisse meerdere boeken, waaronder De verwarde cavia, Taal voor de leuk en Japan in honderd kleine stukjes.

### Podcast en televisie
In 2008 richtte Cornelisse samen met Micha Wertheim de maandelijkse podcast Echt Gebeurd op. In 2009 nam ze deel aan het televisieprogramma De tafel van 5, dat echter maar een kort leven beschoren was. Verder nam ze in 2012 deel aan het Vlaamse programma De Slimste Mens ter Wereld en in 2013 aan Wie is de Mol?.
In september 2018 presenteerde Cornelisse de vierdelige documentaireserie Tokidoki voor de VPRO waarin ze aan de hand van bepaalde woorden de Japanse samenleving onderzoekt. In mei 2020 verscheen een tweede seizoen.
In april 2025 werd bekend gemaakt dat Cornelisse vanaf de zomer van 2025 Maarten van Rossem zou opvolgen als jurylid in De slimste mens.

### Seizoen 2023/2024
In het seizoen 2023/2024 was ze artist in residence (huisartiest) bij de Universiteit Van Sheffield, toen ze zich niet lekker voelde. Kort erna werd de diagnose kanker gesteld. Ze was in die periode bezig met de voorbereiding van haar nieuwe theaterprogramma Komma dat gedurende 2024/2025 op de planken zou worden gebracht. Het zou gedurende de try-outs verder uitgebouwd worden. In opzet zou de voorstelling bestaan uit één lange zin, zonder andere interpunctie. Een behandeling in het Antoni van Leeuwenhoekziekenhuis verhinderde die try-outs en alle voorstellingen. Het schiep wel ruimte om te werken aan het vervolg op De verwarde cavia uit 2016, dat circa 150.000 keer over de toonbank ging. Ze was al een tijdje op zoek om dat boek een doorstart te geven, maar zag een mogelijke verbinding maar niet komen. Tijdens de behandelingen kwam die wel tot haar en begon ze aan De verwarde cavia-terug naar kantoor. Voorts werkte ze aan het Boekenweekessay 2025 Hèhè - Over wat we zeggen zonder dat we het doorhebben. In het essay schrijft ze over uitgesproken woorden die het "directe Nederlands" verzachten zonder dat we daar bij stilstaan.

## Theater
- 2008-2010: Dagbraken, onder regie van Thomas Boer
- 2010-2012: Hallo Aarde, onder regie van Wannie de Wijn
- 2013-2016: Maar Ondertussen,  onder regie van Dick van den Toorn
- 2017-2019: Om mij moverende redenen, onder regie van Thomas van Luyn
- 2021-2022: Aanstalten

## Televisie
- 1995: Nationale Wetenschapsquiz - deelname
- 2012: De Slimste Mens ter Wereld - deelname
- 2013: Wie is de Mol? - winnaar
- 2014: Verborgen verleden - deelname
- 2017: De Kleine Lettertjes - deelname
- 2017: De Kwis - gast
- 2018: Tokidoki - presentatie
- 2020: Tokidoki, tweede seizoen - presentatie
- 2022: Kiespijn - kandidate, team links
- 2025: De slimste mens - jurylid (vanaf zomer 2025)[11]

### Bestseller 60
| Boeken met noteringen in de Nederlandse Bestseller 60   | Jaar van verschijnen | Datum van binnenkomst | Hoogste positie | Aantal weken | Opmerkingen                                                |
| ------------------------------------------------------- | -------------------- | --------------------- | --------------- | ------------ | ---------------------------------------------------------- |
| Taal is zeg maar echt mijn ding                         | 2009                 | 06-05-2009            | 1(1wk)          | 124          |                                                            |
| Taal is zeg maar echt mijn ding. Pleeditie              | 2010                 | 08-12-2010            | 53              | 1            | afsponsbaar omslag en een koordje om het boek op te hangen |
| En dan nog iets                                         | 2012                 | 15-02-2012            | 1(9wk)          | 36           |                                                            |
| De verwarde cavia                                       | 2016                 | 13-04-2016            | 1(1wk)          | 43           |                                                            |
| Taal voor de leuk                                       | 2018                 | 31-10-2018            | 2               | 26           |                                                            |
| Japan in honderd kleine stukjes                         | 2020                 | 22-04-2020            | 2               | 14           |                                                            |
| De verwarde cavia - Terug op kantoor                    | 2024                 | 30-10-2024            | 3               | 17           |                                                            |
| Hè, hè – Over wat we zeggen zonder dat we het doorhebbe | 2025                 | 19-03-2025            | 1(3wk)          | 5            | Boekenweekessay                                            |

## Erkenning
- 2003: Elle Literatuurprijs voor het beste korte verhaal
- 2010: Neerlands Hoop voor het programma Dagbraken
- 2010: Tollensprijs voor haar inzet voor de letterkunde
- 2012: Afficheprijs van het Theater Instituut Nederland voor de voorstelling Hallo Aarde
- 2012: nominatie voor de NS Publieksprijs voor En dan nog iets
- 2019: nominatie voor de NS Publieksprijs voor Taal voor de leuk